# 東白島町
東白島町（ひがしはくしまちょう）は、広島市中区の町名。丁目は無い。住居表示実施済み。郵便番号は730-0004（広島中央郵便局管区）。白島南部の東にあり、もと広島町組に属す。

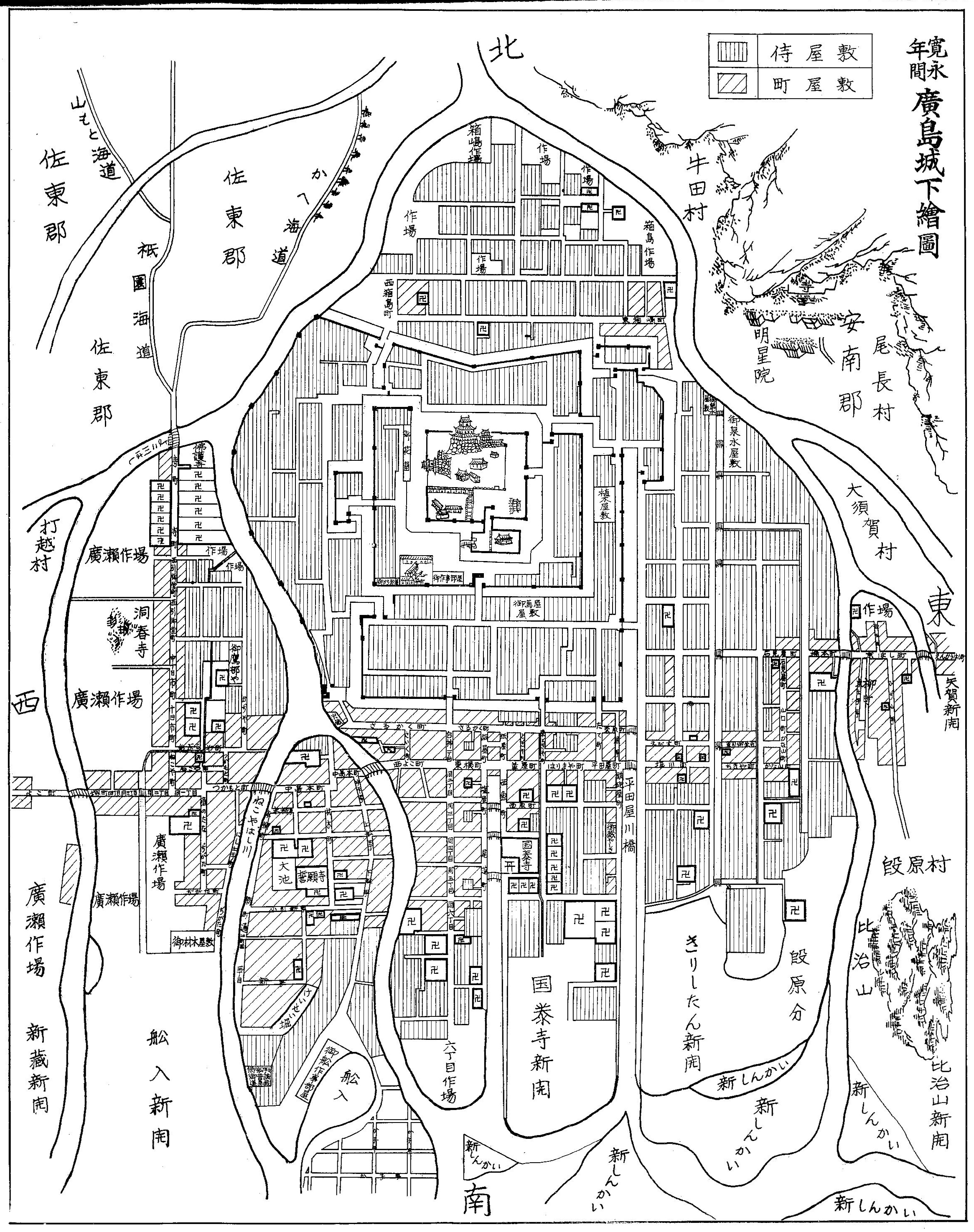
寛永年間の広島の絵図（『概観広島市史』より）。

## 歴史
1965年4月1日、廃止された白島東中町（はくしまひがしなかまち）の区域は現在の白島中町、白島北町、東白島町である。

## 人口
1925年末の現住戸数・現住人口は435・1728。2018年6月末現在の世帯数・人口は1919・3568。

## 行政
- 中国総合通信局

## 経済

### 産業
店・企業

| - NTTコミュニケーションズ中国支店 - オリンパスメディカルシステムズ広島支店 - コンチェルト増田 - 寿屋珈琲飲料社 - 住友林業ホームテック広島支店 - 住友林業緑化広島営業所 - ソニー生命保険代理店営業本部中国営業所 - 高野電気商会 - 中国地図出版 - 中本本店 - 日本メックス中国支店 - 広島白島郵便局 - 明光義塾白島Qガーデン前教室 - 持田製薬広島支店 コンビニ - セブンイレブン広島東白島町店 - ローソン広島東白島店 金融機関 - 広島銀行白島支店 旅館・ホテル - KKRホテル広島 | かつて存在した商工業者 - 井上勇（米穀、薪炭、卸売、1912年創業） - 鴉田吾一（建築請負業） - 川本辰蔵（染物、印入手拭、タオル、浴衣、1887年創業） - 澤田新一（澤田染色工場、染物和洋手拭、浴衣、請） - 岡喜蔵（小清、生魚、仕出し、小売、1912年創業） - 小林軍蔵（小清、生魚、仕出し、小売、1897年創業） - 西田一夫（履物、雨傘、ゴム靴、子供皮靴、小売、1914年創業） - 西林實（パン、菓子、卸売、1923年創業） - 筒井繁男（佐々木屋、青物、乾物、日用品、小売、1930年創業） - 眞砂吾蔵（青物、乾物、卸売、1892年創業） - 村上亀吉（木炭商） - 村田乙次郎（自転車、修理、小売、1920年創業） - 森本厚造（酒商） - 好木圓太郎（清酒、卸売、小売、1897年創業） - 山中久吉（清酒、醤油、売薬、卸売、小売、1910年創業） - 三宅正義（印刷業） |

### 家主
- 東白島町の家主は「牛尾富次郎[11]、木村市郎右衛門[11]、増田徳蔵[11][8]」などがいた。

## 地域
| - 青山裕法律事務所 - 広島総合法律会計事務所 - 石森総合法律事務所 - 中村信介法律事務所 - 中村総合法律事務所 - 桂・本田法律事務所 - 加藤・山本法律事務所 - 神田・真田法律事務所 - 寺垣玲法律事務所 - 佐々木猛也法律事務所 - 橋本法律事務所 - 久行法律事務所 - 広島メープル法律事務所 - 法律事務所あすなろ - 村田法律事務所 - 安村法律事務所 - 横谷法律特許事務所 - N・T総合事務所 - 司法書士・永田康光 - 菊地健二司法書士事務所 - 司法書士・菊地健二 - 司法書士法人あい総合事務所 - 司法書士・中東伸夫 - 司法書士・原田明宏 - 中村不動産鑑定 - 大竹輝孝税理士事務所 - 大杉利明税理士事務所 - 大野進税理士事務所 - 奥和利税理士事務所 - 冨永純治税理士事務所 - 村岡卓夫税理士事務所 - 広島総合税理士法人 - 税理士法人ジャパン・ビジネスパートナーズ広島事務所 - 税理士法人 SOLARIA - 代表社員は安土孝司 - 社会保険労務士法人 SOLARIA - 代表社員は特定社会保険労務士の安土マリ子 - 山本準治公認会計士事務所 | 医療機関 - 広島はくしま病院 - 中津井内科胃腸科 - 藤山内科 - 押尾歯科医院 - 梶谷歯科医院 - 中村歯科医院 - 宗像歯科医院 - 三好医院 宗教 - 円光寺（真宗大谷派） - 萬行寺（真宗大谷派） - 妙風寺（日蓮宗） - 天理教広島教務支庁 |

ビル、マンション、アパート等

| - アーバン東白島ビル - 池田ビル - 井上ビル - 上竹ビル - 栄立建設ビル - Sビル白島通り - Sビル東白島 - 大芝総合ビル6 - 大杉ビル - 押尾ビル - 押尾第2ビル - 加川ビル - カタヤマビル23 - 川端ビル - 木村ビル - 喜代ビル - 栗栖ビル - kビル - 佐伯ビル - 酒井ビル - 坂田白島ビル - サカエビル - 里見ビル - 椎木Mビル - 新和ビル - シンワビル - 鈴木ビル - 象の子ビル - 第2イノウエビル - 第2もりかわビル - 第55東白島ビル - 第2永野ビル - 第3カネオカビル - 第1鈴川ビル - 第2鈴川ビル - 第2イノウエビル - 第一西林ビル - 第二西林ビル - 第三西林ビル | - 高野ビル - 竹腰ビル - 竹本ビル - 多田ビル - タナカビル - テイケイ・ビル - TOHAKUビル - 東陽ビル - トーシン白島ビル - 友廣ビル - 中津井ビル - 成美屋ビル - 仲道ビル - 西尾ビル - 西田ビル - 二宮ビル - 白島好木ビル - 白島森野ビル - はくしま東びる - 東白島ビル - 東白島54ビル - 日高ビル - 広島セントラルビル - 古葉ビル - 藤本ビル - 藤屋ビル - 藤山ビル - 細川ビル - ホワイトパークスミモトビル - 室住ビル - 眞木ビル - 真砂ビル - 増野ビル - 宗像ビル - モチダビル - 山田ビル - ヨシノビル - ワセダビル |

| - アピアレンスマエダ - アビリオ東白島 - アミティ白島 - アーデル東白島 - イースト白島 - エスペランス城北 - KAH - CASA東白島 - CASAEMINENS1987 - カノープス白島 - カルティエ城北通り - グラビスコート白島 - グランレブリ - グランデ白島 - グリーンハイム白島 - コーポ前田 - コンチェルトM - コンフォート東白島 - さくせすイン白島 - 清水ホワイトハイム - SPICA白島 - セレニティ東白島 - ソシオ新白島 - ソラリア - ダイアパレス東白島 - タウニィ城北 - ツインクレスト - ドーム白島 | - ドミール東白島 - ハイライズ渡辺 - パインヒルズ東白島 - パオ東白島88 - パークリバー東白島 - パークホームズ東白島参番館 - Harmony白島 - 白島キューガーデン - 白島パークハウス - 東白島ロータリーマンション - 東白島パーク・ホームズ - 東白島パーク・ホームズ弐番館 - 広島ガーデンシティ白島城北イーストタワー - フィネス東白島 - プロヴァンス東白島 - フローレンス東白島 - ボウリヴァージュ白島 - ホワイトハイツ - MarukichiBldg. - メゾン鈴木 - ライフコート白島 - LaMaisondelaFleur - リバーサイド白島 - ルミエール東白島 - ルミネ東白島 - ロアール東白島 - ロイヤルクリスタル白島 - Laurel白島 - 河井あんり事務所 - 河井案里議員の地元事務所で、2020年9月末で閉鎖。 |

## 交通

### 道路
- 城北通り
- 白島通り

### 鉄道
- 広島電鉄白島線
  - 白島電停

## 出身・ゆかりのある人物

### 政治・経済・行政
- 橋本政美（県経済部長）[10]
- 藤田一暁（フジタ社長・会長）[18]
- 藤田定市（フジタ工業会長、広島商工会議所会頭）[18] - 東白島町にあった自宅は原爆により倒壊した[18]。
- 藤田正明（フジタ、藤和不動産各相談役、自民党参議院議員） - 広島県知事藤田雄山の父。

### 医師
- 三宅一郎（歯科医）[19]
- 三好為吉[7]（三好医院、内科外科医、広島市会議員）[20]
- 三好義雪[9]（三好医院、小児科内科医）[19] - 1923年、現地開業[20]。

### 学術
- 岡本明（広島高等師範学校教授）[8][11]
- 高橋豊夫[7]（広島高等師範学校教授） ‐ 東京大学数学科初の卒業生（1884年、同科第一期卒業生は高橋のみ）[21]。妹は志賀直温の妻。

### その他
- 小田熊次郎[7]
- 桑田晋三[7]
- 高橋英力[7]
- 田邊鐡彌（陸歩少佐）[7]
- 中村三男吉[7]